# Heinrich von Schweinfurt
Heinrich von Schweinfurt (* vor 980; † 18. September 1017) war Markgraf von Schweinfurt. Im Nachruf von Thietmar von Merseburg
wird er als decus Francorum orientalium (Zierde des östlichen Franken) bezeichnet.

## Leben
Heinrich, auch „Hezilo“ und „Ez(z)ilo“ genannt, war der Sohn des Markgrafen Berthold, Graf des östlichen Franken aus dem Schweinfurter Adelsgeschlecht (das wiederum auf die Luitpoldinger zurückgeht), und der Eilika, geborene von Walbeck, Gründerin des Benediktinerklosters Schweinfurt. Er wurde 981 Graf an der unteren Naab, 983 Graf an der unteren Altmühl, 994 Markgraf auf dem bayerischen Nordgau und 1002 Graf im Radenzgau.
Im Jahr 995 wies Ezzilo darauf hin, dass „Ezzelenkirchen“ (Etzelskirchen, siehe Höchstadt an der Aisch) nach ihm benannt worden ist (Die Grafen von Schweinfurt verfügten auch über Besitz im Riedfeld um Neustadt an der Aisch, etwa in Gutenstetten).
Im Jahr 1002 unterstützte Heinrich Herzog Heinrich IV. von Bayern bei der Königswahl gegen den Markgrafen Ekkehard I. von Meißen und Herzog Hermann II. von Schwaben unter der Zusage, die Nachfolge Heinrichs in Bayern antreten zu können. Als der neue König seine Zusage jedoch nicht einlöste, verbündete sich Heinrich von Schweinfurt in der Schweinfurter Fehde mit einigen Verwandten und Boleslaw Chrobry, dem Herzog von Polen, der sich mit Heinrich II. überworfen hatte, sowie Bruno, dem Bruder des Königs.
Die Machtbasis der sogenannten Markgrafen von Schweinfurt gründete sich auf ausgedehnte Grafschaftsrechte im Nordgau, im Radenzgau und im Volkfeldgau, deren machtpolitisches Rückgrat unter anderem ein umfangreiches Burgensystem war. Die Kampfhandlungen, überliefert durch den zeitgenössischen Berichterstatter Thietmar von Merseburg, betrafen unter anderem die Burgen Ammerthal, Creußen, Kronach und Schweinfurt.
Der Aufstand hatte militärisch keinen Erfolg. Die Herzogswürde in Bayern gab Heinrich II. an Heinrich von Luxemburg, seinen Schwager, und stärkte damit die Königsmacht in Ostfranken. Ob Graf Heinrich sämtliche Grafschaftsrechte und Reichslehen verlor, ist umstritten. Nach seiner Gefangenschaft auf Burg Giebichenstein wurde er 1004 begnadigt und erhielt wohl einen großen Teil seines Besitzes, darunter Eigenbesitz, von Heinrich II. zurück.
Vor 1017 lässt sich ein Heinrich als Graf an der Pegnitz, 1015 als Graf an der oberen Naab nachweisen. Heinrich von Schweinfurt starb am 18. September 1017. Er wurde vom Würzburger Bischof Heinrich, dem ersten Bamberger Bischof Eberhard und dem Triester Bischof Richulf (auch Rikulf) an der Nordseite der Kirche der Burg Schweinfurt bestattet.

## Familie und Nachkommen Heinrichs
Er heiratete vor 1009 Gerberga († nach 1036), Tochter des Otto von Henneberg (Graf im Grabfeld) oder des Grafen Heribert im Kinziggau (Konradiner). Mit ihr hatte er mehrere Kinder, darunter vier namentlich bekannte:
- Otto von Schweinfurt, † 28. September 1057, ab 1048 Herzog von Schwaben; ⚭ 1036 Irmingard, † 1078 vor 29. April, Tochter des Markgrafen Ulrich Manfred von Turin und Berta degli Obertenghi, die in zweiter Ehe 1058 Graf Ekbert I. von Braunschweig, Markgraf von Meißen († 11. Januar 1068) (Brunonen) heiratete
- Eilika, † 10. Dezember nach 1055–1056, ⚭ Bernhard II. Herzog in Sachsen, † 29. Juni 1059 (Billunger)
- Judith, † 2. August 1058; ⚭ 1) nach 1021 Břetislav I. Herzog von Böhmen, † 10. Januar 1055 (Przemysliden); ⚭ 2) April 1055 Peter König von Ungarn, † 30. August 1046 (Orseolo) (bei der zweiten Ehe handelt es sich wohl um eine Legende da König Peter lange vor Brestislav starb)
- Burchard, Bischof von Halberstadt

Vermutlich hatte er einen weiteren Sohn, Heinrich, der 1021–1043 als Graf an der Pegnitz und 1043 als Graf an der oberen Naab und in Weißenburg bezeugt ist, und von dem angenommen wird, dass er der Stammvater der Grafen von Lechsgemünd, Horburg und Graisbach war. Nach einer sehr hypothetischen These des Historikers Karl Bosl soll dieser Heinrich von der Pegnitz auch der Vater von Otto I. von Scheyern, dem Stammvater der Wittelsbacher, gewesen sein.
Aus einigen Dokumenten geht hervor, dass nicht dieser Heinrich Graf an der Pegnitz (1043) auch Graf von Weißenburg war, sondern sein ebenfalls gleichnamiger Sohn Heinrich im Jahr 1080 als Heinricus comes de Wizenburc bezeichnet wurde. Dessen Sohn soll wiederum Vizo von Vizenburg gewesen sein.